# Angelo Rossitto
Angelo Salvatore Rossitto, född 18 februari 1908 i Omaha i Nebraska, död 21 september 1991 i Los Angeles i Kalifornien, var en amerikansk skådespelare. Han led av dvärgväxt och var endast 89 centimeter lång. 
Angelo Rossitto upptäcktes av John Barrymore och filmdebuterade i stumfilmen Gycklarnas konung (The Beloved Rogue, 1927). 1932 medverkade han i Tod Brownings film Freaks. Under 1940-talet gjorde han flera filmer tillsammans med Bela Lugosi. Hans skådespelarkarriär var lång och hans sista stora film var Mad Max bortom Thunderdome (1985). Vid sidan av skådespeleriet drygade han ut sin inkomst genom att driva ett tidningsstånd i Hollywood.

## Filmografi (i urval)
- 1932 – Freaks
- 1934 – Det var två glada gesäller
- 1935 – En midsommarnattsdröm
- 1941 – Galopperande flugan
- 1947 – Åh, en sån onsdag
- 1961 – Fickan full av flax
- 1978 – Sagan om ringen
- 1985 – Mad Max bortom Thunderdome[1]